# Ornitologie
Ornitologia este o ramură a 
zoologiei care studiază păsările din punct de vedere morfologic (descrierea aspectului exterior), anatomic (structura internă a organismului), fiziologic (funcțiile organelor interne), ecologic (relațiile stabilite de acestea cu mediul înconjurător), etologic (comportamentul), sistematic sau taxonomic (așezarea speciilor în ordine filogenetică).